# Dieter A. Sonnenholzer

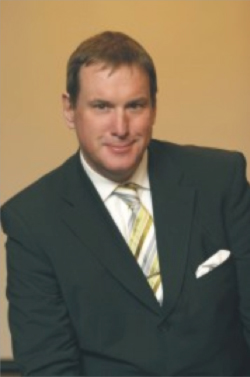
Dieter A. Sonnenholzer

Dieter A. Sonnenholzer (* 6. Juni 1956 in Unterhaching) ist ein deutscher Fachbuchautor und Unternehmensberater.

## Leben
Nach seiner Ausbildung und Führungsaufgaben in der Wirtschaft gründete Sonnenholzer 1990 ein  Beratungsunternehmen.
Seit 2000 ist er Mitglied im Bundesverband ausgebildeter Trainer und Berater e.V., er ist derzeit Präsident des Verbandes, sowie Chefredakteur des vom Verband herausgegebenen Magazins „Spitzenkompetenz“. Er ist über sein Unternehmen einer der Zustifter der Stiftung Bildungspakt Bayern
Er initiierte das Projekt „Manager coachen Schüler“.

## Publikationen
- mit Sigrid Sonnenholzer: Beziehungsprobleme? Yes; We Can! Shaker Media, 2014, ISBN 978-3-95631-138-3.
- mit Sigrid Sonnenholzer: Leben, Liebe, Glück … nutzen Sie Ihre Chancen! Shaker Media 2012, ISBN 978-3-86858-821-7.
- mit Sigrid Sonnenholzer: Private Business Power – Mehr Kraft und Leistungsfähigkeit für Beruf und Privatleben. Raffler Verlag, 2004, ISBN 3-9806643-8-4.
- Die clevere Umsatzoffensive. Wie Sie versteckte Verkaufschancen konsequent nutzen. Gabler Verlag, Wiesbaden 2000, ISBN 978-3-322-86926-5.
- Mitarbeiter-Reanimation. So fördern Sie Motivation, Eigenverantwortung und unternehmerisches Denken. Campus-Verlag, 1999, ISBN 3-593-36290-2.
- Ihr Weg zur erfolgreichen Seminarleiter- und Berater-Ausbildung. Verlag Erfolgreiche Apotheke, 1997, ISBN 3-932418-00-X.
- Das erfolgreiche Messeteam. Verlag Erfolgreiche Apotheke, ISBN 3-932418-01-8.
- mit Sigrid Sonnenholzer, Frank Meinert (Hrsg.): Das Feuerwerk des Verkaufens, Raffler Verlag, 2007, ISBN 978-3-9810088-4-5.
- Omotenashi – open house. Innovation für Management und Vertrieb. Spitzenkompetenz Verlags GmbH, Ottobrunn 2024, ISBN 978-3-9817817-8-6.
- mit Sigrid Sonnenholzer: BaTB Nachhaltigkeits-Konzepte. Spitzenkompetenz Verlags GmbH, Ottobrunn 2024, ISBN 978-39817817-7-9.